# Корбетт и Кортни перед Кинетографом
«Корбетт и Кортни перед Кинетографом» (англ. Corbett and Courtney Before the Kinetograph) — американский немой короткометражный документальный фильм, запечатлевший боксёрский матч между чемпионом Джеймсом Корбеттом и Питером Кортни. Съёмки проводились Уильямом Хейзом 7 сентября 1894 года в Вест-Орандже (Нью-Джерси). Авторское право принадлежало Уильяму Диксону. Производство фильма было осуществлено на Киностудии «Эдисон», в каталоге которой он значился под номером 105 и названием «Бой Корбетт — Кортни» (англ. Corbett-Courtney fight).
Согласно описанию в каталоге фильмов Ф. М. Прескотта за июнь 1897 года, фильм состоял из шести частей — по одной части на каждый раунд боя, из которых в Библиотеке Конгресса сохранилась лишь одна часть (не полностью).